# Хелмце (Лодзинське воєводство)
Хелмце (пол. Chełmce) — село в Польщі, у гміні Ковеси Скерневицького повіту Лодзинського воєводства.
Населення — 129 осіб (2011).
У 1975-1998 роках село належало до Скерневицького воєводства.

## Демографія
Демографічна структура станом на 31 березня 2011 року:
|          | Загалом | Допрацездатний вік | Працездатний вік | Постпрацездатний вік |
| -------- | ------- | ------------------ | ---------------- | -------------------- |
| Чоловіки | 63      | 11                 | 39               | 13                   |
| Жінки    | 66      | 12                 | 26               | 28                   |
| Разом    | 129     | 23                 | 65               | 41                   |